# Żyzna buczyna niżowa

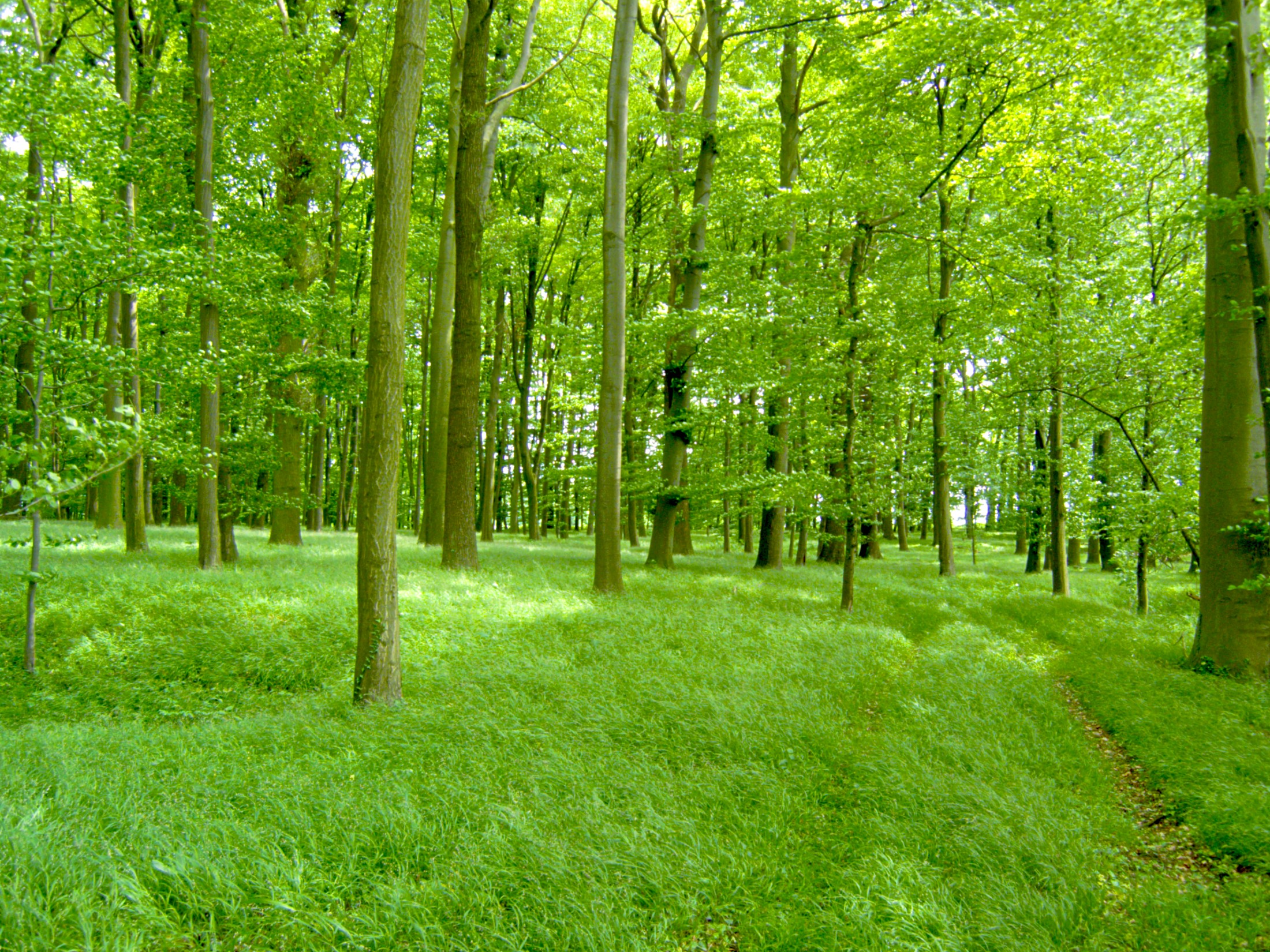
Żyzna buczyna niżowa z perłówką jednokwiatową w runie.

Żyzna buczyna niżowa, buczyna pomorska (Galio odorati-Fagetum Rübel 1930 ex Sougnez et Thill 1959, syn. Melico-Fagetum) – syntakson w randze zespołu roślinności, reprezentujący jedno ze zbiorowisk lasów bukowych.

## Charakterystyka
Jest to las bukowy wykształcający się na glebach świeżych, brunatnych wyługowanych lub płowych, charakteryzujący się stosunkowo bujnym i bogatym runem, budowanym przez typowe gatunki dla eutroficznych siedlisk leśnych. Znamienny jest udział w runie gatunków z rodzaju żywiec (Dentaria). Lasy zajmują siedliska nizinnego lasu świeżego, rzadziej lasu wilgotnego. Zbiorowiska żyznej buczyny niżowej mają najczęściej strukturę czterowarstwową. W drzewostanie żyznej buczyny niżowej dominuje buk zwyczajny (Fagus sylvatica), niekiedy obok buka w nieznacznej domieszce może występować: dąb bezszypułkowy (Quercus petraea), klon jawor (Acer pseudoplatanus), grab zwyczajny (Carpinus betulus) i inne gatunki liściaste, a w płatach uboższych także sosna zwyczajna (Pinus sylvestris). W warstwie krzewów występuje wiciokrzew suchodrzew (Lonicera xylosteum).
Płaty lasów bukowych występujące na glebach uboższych i bardziej suchych, mogą wykazywać pokrewieństwo do zespołu Pino-Quercetum s.l. W runie żyznej buczyny niżowej brak jest gatunków górskich.
Brak jodły i świerka wyróżnia zespół żyznej buczyny niżowej od buczyn karpackich.
Spośród gatunków charakterystycznych dla związku i rzędu występują tutaj licznie: przytulia wonna (Galium odoratum = Asperula odorata), gajowiec żółty (Galeobdolon luteum), szczyr trwały (Mercurialis perennis), zawilec gajowy (Anemone nemorosa), trędownik bulwiasty (Scrophularia nodosa), fiołek leśny (Viola reichenbachiana) i prosownica rozpierzchła (Milium effusum). Charakterystyczne jest występowanie gatunków leśnych o niżowym typie zasięgu, jak: przylaszczka pospolita (Hepatica nobilis), żywiec cebulkowy (Dentaria bulbifera), bluszcz pospolity (Hedera helix) i turzyca palczasta (Carex digitata). Warstwa mszysta jest bardzo uboga.
Charakterystyczna kombinacja gatunków
ChCl. : klon polny (Acer campestre), klon zwyczajny (Acer platanoides), podagrycznik pospolity (Aegopodium podagraria), zawilec gajowy (Anemone nemorosa), kłosownica leśna (Brachypodium sylvaticum), dzwonek pokrzywolistny (Campanula trachelium), turzyca palczasta (Carex digitata), leszczyna pospolita (Corylus avellana), kruszczyk szerokolistny (Epipactis helleborine), trzmielina pospolita (Euonymus europaea), trzmielina brodawkowata (Euonymus verrucosus), jesion wyniosły (Fraxinus excelsior), przylaszczka pospolita (Hepatica nobilis), łuskiewnik różowy (Lathraea squamaria), Wiciokrzew pospolity (Lonicera xylosteum), perłówka zwisła (Melica nutans), wiechlina gajowa (Poa nemoralis), jaskier różnolistny (Ranunculus auricomus), porzeczka alpejska (Ribes alpinum), szałwia lepka (Salvia glutinosa), cebulica dwulistna (Scilla bifolia).
ChO. : piżmaczek wiosenny (Adoxa moschatelina), czosnek niedźwiedzi (Allium ursinum), zawilec żółty (Anemone ranunculoides), sałatnica leśna (Aposeris foetida), kopytnik pospolity (Asarum europaeum), jarzmianka większa (Astrantia major), żurawiec falisty (Atrichum undulatum), turzyca leśna (Carex sylvatica), kokorycz pusta (Corydalis cava), kokorycz wątła (Corydalis intermedia), kokorycz drobna (Corydalis pumila), wawrzynek wilczełyko (Daphne mezereum), nerecznica samcza (Dryopteris filix-mas), wilczomlecz migdałolistny (Euphorbia amygdaloides), wilczomlecz słodki (Euphorbia dulcis), dzióbkowiec bruzdowany (Eurhynchium striatum), ziarnopłon wiosenny (Ficaria verna), złoć mała (Gagea minima), gajowiec żółty (Galeobdolon luteum), przytulia wonna (Galium odoratum), niecierpek pospolity (Impatiens noli-tangere), zdrojówka rutewkowata (Isopyrum thalictroides), groszek wiosenny (Lathyrus vernus), lilia złotogłów (Lilium martagon), tojeść gajowa (Lysimachia nemorum), szczyr trwały (Mercurialis perennis), prosownica rozpierzchła (Milium effusum), gnieźnik leśny (Neottia nidus-avis), czworolist pospolity (Paris quadrifolia), zerwa kłosowa (Phyteuma spicatum), kokoryczka wielokwiatowa (Polygonatum multiflorum), pierwiosnek wyniosły (Primula elatior), miodunka ćma (Pulmonaria obscura), miodunka plamista (Pulmonaria officinalis), jaskier kaszubski (Ranunculus cassubicus), jaskier kosmaty (Ranunculus lanuginosus), żankiel zwyczajny (Sanicula europaea), trędownik bulwiasty (Scrophularia nodosa), czyściec leśny (Stachys sylvatica), przetacznik górski (Veronica montana), fiołek leśny (Viola reichenbachiana).
ChAll. :  buławnik wielkokwiatowy (Cephalanthera damasonium), żywiec cebulkowy (Dentaria bulbifera), żywiec dziewięciolistny (Dentaria enneaphyllos), żywiec gruczołowaty (Dentaria glandulosa), buk zwyczajny (Fagus sylvatica), kostrzewa leśna (Festuca altissima), kostrzewa górska (Festuca drymeja), jęczmieniec zwyczajny (Hordelymus europaeus), kosmatka gajowa (Luzula luzuloides), perłówka jednokwiatowa (Melica uniflora), paprotnik Brauna (Polystichum braunii), przenęt purpurowy (Prenanthes purpurea).
ChAss. : kostrzewa leśna (Festuca altissima), perłówka jednokwiatowa (Melica uniflora), jęczmieniec zwyczajny (Hordelymus europaeus).